# Alateng'aobao
Alateng'aobao (kinesiska: 阿拉腾敖包, 阿拉腾敖包苏木) är en socken i Kina. Den ligger i socknen Alateng'aobao, den autonoma regionen Inre Mongoliet, i den norra delen av landet, omkring 610 kilometer väster om regionhuvudstaden Hohhot.
Genomsnittlig årsnederbörd är 199 millimeter. Den regnigaste månaden är juni, med i genomsnitt 44 mm nederbörd, och den torraste är december, med 2 mm nederbörd.